# Det kom två män
Det kom två män är en spansk-svensk svartvit dramafilm från 1959.

## Rollista
- Francisco Rabal – polischef
- Ulla Jacobsson – Laura, lärare
- Christian Marquand – Pablo Morales, desperado
- Marcel Mouloudji – Ángel García, desperado
- Fernando Sancho – Gregorio
- Félix Dafauce	– polislöjtnant
- Miguel Ángel Gil – Román, borgmästare
- Elías Rodríguez – José Román, hans son
- Francisco Bernal – Villar
- Lola Lemos – señora Villar
- Santiago Pardo – skolbarn
- María J. Gonzáles – skolbarn
- Mari Carmen Fernández	– skolbarn
- Ana Esmeralda
- Roberto Camardiel
- Manuel Peiró
- José Manuel Martín Pérez
- Mario Berriatúa
- José Cuenca
- Josefina Serratosa
- Goyo Lebrero
- Manuel Aguilera
- Matilde Artero
- Julio Goróstegui